# Jon Alfred Hansen Mjøen

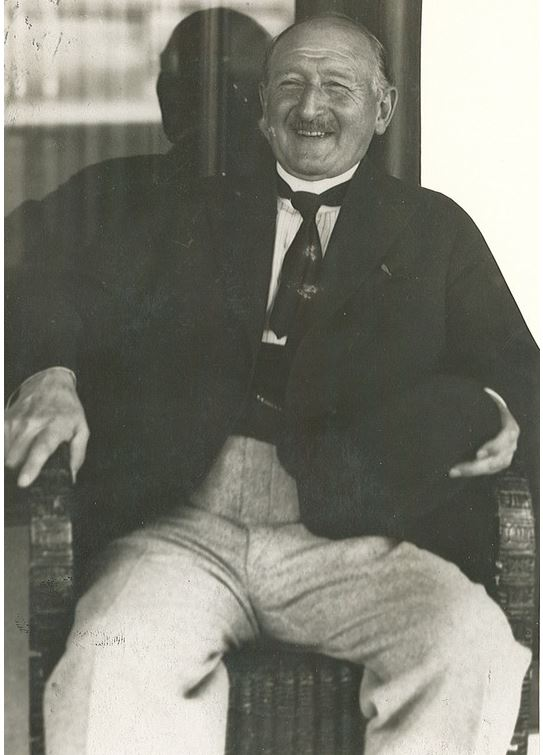
Jon Alfred Mjøen, in den 30er Jahren

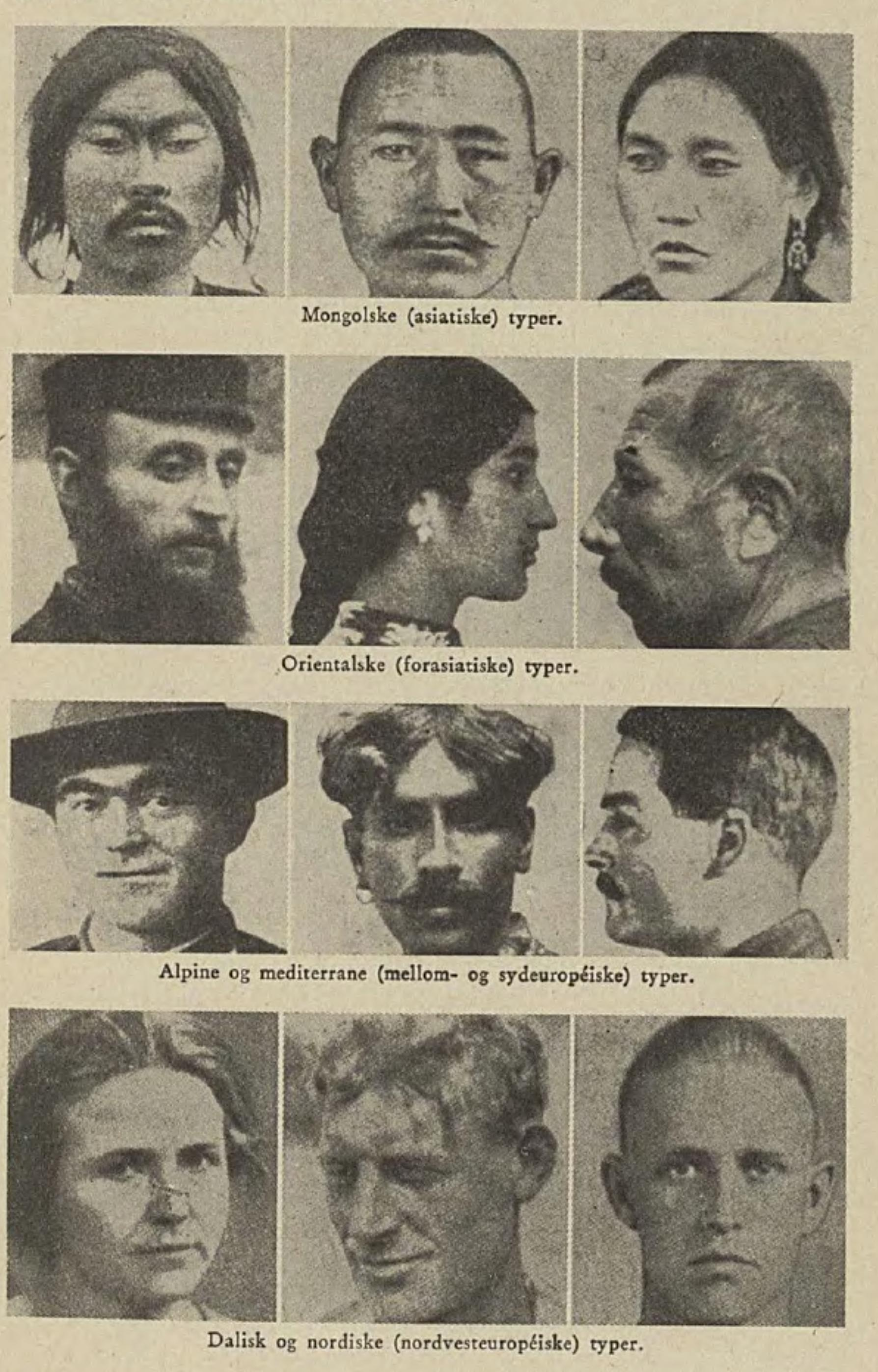
Bildtafel zu "Menschenrassen" aus "Rasehygiene"

Jon Alfred Hansen Mjøen (geboren 12. Juli 1860 in Oppdal; gestorben 30. Juni 1939 in Vestre Aker) war ein norwegischer Chemiker, Rassenbiologe und Eugeniker. Er errichtete in Oslo ein rassenhygienisches Institut und gab von 1919 bis 1932 die Zeitschrift Den Nordiske Race heraus. Wie kein anderer Norweger war er nach Ansicht von Samuel Abrahamsen an der Verbreitung rassistischer Einstellungen in Norwegen beteiligt. Er setzte sich mit seinem Einfluss für ein Sterilisationsgesetz ein und ein solches wurde 1934 vom norwegischen Parlament verabschiedet.

## Werke
- Racehygiene, 1914
- Germanen oder Slaven? Die Mongolisierung Europas, K. Curtius, Berlin 1917
- Det norske program for rasehygiene, B. Bentzens Boktrykkeri, 1932
- Vern våre landegrenser, 1933
- Rasehygiene, Jacob Dybwads Forlag, 1938
- Hormonene. Den biokjemiske personlighet, mit Arne Y. Brantenberg, 1939